# Lliga moçambiquesa de futbol
La lliga moçambiquesa de futbol (oficialment Moçambola) és la màxima competició futbolística de Moçambic. És organitzada per la Federação Moçambicana de Futebol.

## Equips participants el 2017
- 1º de Maio de Quelimane
- AD Macuacua
- CD Chingale de Tete
- Clube de Desportos da Costa do Sol
- Desportivo de Nacala
- ENH de Vilankulo
- FC Chibuto
- Clube Ferroviário da Beira
- Clube Ferroviário de Maputo
- Ferroviário de Nacala Velha
- Clube Ferroviário de Nampula
- Liga Desportiva de Maputo
- Clube de Desportos do Maxaquene
- Textafrica de Chimoio
- União Desportiva do Songo
- Universidade Pedagógica de Lichinga

## Historial
Font:

### Campions colonials
- 1956:  Ferroviário Lourenço Marques (1)
- 1957:  GD de Lourenço Marques (1)
- 1958:  Ferroviário da Beira (1)
- 1959:  Sporting Clube de Nampula (1)
- 1960:  Sporting Clube Lourenço Marques (1)
- 1961:  Ferroviário Lourenço Marques (2)
- 1962:  Sporting Clube Lourenço Marques (2)
- 1963:  Ferroviário Lourenço Marques (3)
- 1964:  GD de Lourenço Marques (2)
- 1965: No finalitzat
- 1966:  Ferroviário Lourenço Marques (4)
- 1967:  Ferroviário Lourenço Marques (5)
- 1968:  Ferroviário Lourenço Marques (6)
- 1969:  Textáfrica Vila Pery (1)
- 1970:  Ferroviário Lourenço Marques (7)
- 1971:  Textáfrica Vila Pery (2)
- 1972:  Ferroviário Lourenço Marques (8)
- 1973:  Textáfrica Vila Pery (3)
- 1974:  Ferroviário da Beira (2)

### Des de la independència
- 1975: No es disputà
- 1976:  Textáfrica do Chimoio (4)
- 1977:  Desportivo de Maputo (3)
- 1978:  Desportivo de Maputo (4)
- 1979:  Costa do Sol (1)
- 1980:  Costa do Sol (2)
- 1981:  Têxtil Punguè (1)
- 1982:  Ferroviario de Maputo (9)
- 1983:  Desportivo de Maputo (5)
- 1984:  Maxaquene (3)
- 1985:  Maxaquene (4)
- 1986:  Maxaquene (5)
- 1987:  Matchedje de Maputo (1)
- 1988:  Desportivo de Maputo (6)
- 1989:  Ferroviario de Maputo (10)
- 1990:  Matchedje de Maputo (2)
- 1991:  Costa do Sol (3)
- 1992:  Costa do Sol (4)
- 1993:  Costa do Sol (5)
- 1994:  Costa do Sol (6)
- 1995:  Desportivo de Maputo (7)
- 1996:  Ferroviario de Maputo (11)
- 1997:  Ferroviario de Maputo (12)
- 1998: No es disputà [a]
- 1998-99:  Ferroviario de Maputo (13)
- 1999-00:  Costa do Sol (7)
- 2000-01:  Costa do Sol (8)
- 2002:  Ferroviario de Maputo (14)
- 2003:  Maxaquene (6)
- 2004:  Ferroviário de Nampula (1)
- 2005:  Ferroviario de Maputo (15)
- 2006:  Desportivo de Maputo (8)
- 2007:  Costa do Sol (9)
- 2008:  Ferroviario de Maputo (16)
- 2009:  Ferroviario de Maputo (17)
- 2010:  Liga Muçulmana (1)
- 2011:  Liga Muçulmana (2)
- 2012:  Maxaquene (7)
- 2013:  Liga Muçulmana (3)
- 2014:  Liga Muçulmana (4)
- 2015:  Ferroviario de Maputo (18)
- 2016:  Ferroviário da Beira (3)
- 2017:  UD Songo (1)
- 2018:  UD Songo (2)
- 2019:  Costa do Sol (10)
- 2020: Cancel·lat [b][2]
- 2021:  Associação Black Bulls (1)
- 2022:  UD Songo (3)